# 许道琦
许道琦（1914年4月29日—1989年12月22日），字璞如，笔名璞如、欣奇等，安徽省广德县誓节渡人，中华人民共和国政治人物，湖北省政协原主席。许济之之子、许道珍之弟。

## 生平
1933年加入中国共产主义青年团，1938年加入中国共产党。1937年七七事变后，入抗日军政大学第三、四期学习，结业后任新四军第五师第十三旅政治部主任、政治部保卫部部长、政治部组织部部长等职。第二次国共内战时期，历任中原军区第二纵队政治部保卫部部长、组织部部长，陕南军区第三军分区政治部主任兼地委宣传部部长，第二野战军十二纵队政治部宣传部部长、《江汉日报》社长等职。
1949年10月中华人民共和国成立后，历任中共湖北省委宣传部副部长、部长兼青年团湖北省委书记，中共湖北省委书记处书记兼省委秘书长，省委党校校长，省文联主席，省社联副主席等职务。1978年12月中共十一届三中全会后，历任湖北省委副书记兼省纪律检查委员会第一书记，省政协第四届委员会主席，省顾问委员会主任兼省社会科学院院长等职。1983年后，领导并组织了对新四军第五师抗日战争史的编写工作。1989年12月22日在武昌逝世。